# شرايين الكلى القطاعية العلوية الأمامية
شرايين الكلى القطاعية العلوية الأمامية ‏ هو شريان يتفرعُ من شريان كلوي.